# 新塞勒姆 (伊利諾伊州派克縣)
新塞勒姆（英語：New Salem）是位於美國伊利諾伊州派克縣的一個村落。

## 地理
新塞勒姆的座標為39°42′26″N 90°50′47″W / 39.70722°N 90.84639°W，而該地最高點為海拔高度239米（即784英尺）。

## 人口
根據2010年美國人口普查的數據，新塞勒姆的面積為2.71平方千米，當中陸地面積為2.71平方千米，而水域面積為0.00平方千米。當地共有人口137人，而人口密度為每平方千米50人。